# 沙漠跳鼠
沙漠跳鼠（學名：Allactodipus bobrinskii），屬於囓齒目跳鼠科，生活在中亞的土庫曼斯坦和烏茲別克斯坦的沙漠地區和
中国新疆荒漠地区。